# Michele Palatini
Michele Palatini (Padova, 18 ottobre 1855 – Belluno, gennaio 1914) è stato un politico italiano.
Fu deputato al Parlamento dal 1900 al 1904, eletto nel collegio di Pieve di Cadore. 
Sposò Ilde Furlanetto dalla quale ebbe otto figli (quattro maschi e quattro femmine), tra i quali il matematico e fisico Attilio Palatini.